# Walter Linsenmaier
Walter Linsenmaier (* 18. August 1917 in Stuttgart; † 31. Oktober 2000 in Ebikon) war ein Schweizer Kunstmaler und Entomologe.

## Leben
Linsenmaier wurde 1917 in Stuttgart geboren, bereits 1918 siedelte seine Familie aber in die Schweiz. Dort erwarb er nach dem Abschluss der Schule und einer Lehre als Gipser das Diplom als Zeichnungslehrer in Luzern. Ab 1950 war er als hauptberuflicher Künstler tätig.
Walter Linsenmaier spezialisierte sich in seinen Arbeiten auf Naturzeichnungen, insbesondere Abbildungen von Insekten, für Buch- und Zeitschriftenillustrationen, darunter Ernst Sutters Publikation Paradiesvogel und Kolibris: Bilder aus dem Leben der Tropenvogel aus dem Jahre 1953. Seine mit Farbstiften geschaffenen Arbeiten zeichnen sich durch Naturtreue und hohen Detailreichtum aus.
In seinem Wohnort Ebikon bei Luzern richtete er 1952 zusammen mit seinem Vater das «Tierweltpanorama» ein, ein zoologisches Museum, das präparierte Tiere in Darstellungen ihrer natürlichen Lebensräume zeigt.

## Leistungen
Zu seiner wissenschaftlichen Tätigkeit wurde Walter Linsenmaier angeregt, als er einmal mit der Zeichnung einer Goldwespe beauftragt wurde. Seither beschäftigte er sich intensiv mit dieser Insektengruppe. 1951 veröffentlichte er seine erste grössere Arbeit auf diesem Gebiet. Mit zahlreichen weiteren grundlegenden Arbeiten wurde er zu einem der bedeutendsten Goldwespen-Experten des 20. Jahrhunderts, er beschrieb etwa 600 neue Arten und Unterarten und trug eine Sammlung von schätzungsweise 250.000 Insekten zusammen, darunter um die 60.000 Goldwespen aus der ganzen Welt.
1964 lernte Walter Linsenmaier Wilfrid Perraudin, Maler, Kunstpädagoge und Entomologe kennen. Sie verband eine lebenslange Freundschaft und entomologische Kooperation bei der Sammlung und Bestimmung der Chrysididae (Goldwespen).
1982 erhielt Linsenmeier als Anerkennung seiner wissenschaftlichen und künstlerischen Leistungen die Ehrendoktorwürde der Philosophisch-naturwissenschaftlichen Fakultät der Universität Bern, 1985 den Innerschweizer Kulturpreis und 1992 den Ernst-Jünger-Preis für Entomologie des Landes Baden-Württemberg.
Im Jahr 2000 starb Walter Linsenmaier im Alter von 83 Jahren. Seine Sammlung wurde von dem Natur-Museum Luzern übernommen.